# إيرين (نيويورك)
إيرين (بالإنجليزية: Erin, New York)‏ هي بلدة أمريكية تقع في الولايات المتحدة في مقاطعة تشيمونغ، نيويورك. يقدر عدد سكانها بـ 1,962 نسمة ومساحتها 115.2 كم2 و وترتفع عن سطح البحر 379 متر.